# Хаусан
Хаусанът е бициклоалкан с формула C5H8. Името му идва от приликата на неговата структурна формула на къща (от английски: house). Последната е съставена от два въглеводородни пръстена, които споделят два въглеродни и два водородни атома: единия пръстен се състои от 3 въглеродни и 4 водородни атома, а другият пръстен е съставен от 4 въглеродни и 6 атома водород.